# Mèmè Placca Fessou
Euloge Placca Fessou (Lomé, 31 de dezembro de 1994) é um futebolista profissional togolês que atua como atacante.

## Carreira
Euloge Placca Fessou representou o elenco da Seleção Togolesa de Futebol no Campeonato Africano das Nações de 2013.